# Katie Fforde: Sprung ins Glück
Sprung ins Glück ist ein deutscher Fernsehfilm von Helmut Metzger aus dem Jahr 2012. Neben Sabrina White, Uschi Glas und Heiko Ruprecht spielen Oliver Bootz und Mariah K. Friedrich die Hauptrollen. Es ist der achte Film einer Filmreihe des ZDF mit Werken der britischen Bestsellerautorin Katie Fforde.
Der Film ist Bestandteil der ZDF-Sonntagsfilm-Herzkino-Reihe, in der unter anderem auch Filme von Rosamunde Pilcher, Inga Lindström, Nora Roberts, Lilly Schönauer und Utta Danella laufen. Diese Produktionen zeichnet aus, dass sie stets in besonders schönen Landschaften gedreht werden.  

## Handlung
Als auf seinem Gestüt Winley im Hudson Valley ein Virus grassiert, sucht George Foster seine Tochter Kay auf, um sie um Hilfe zu bitten. Kay ist Tierärztin und George ist davon überzeugt, dass sie die einzige ist, die ihm in seiner Lage noch helfen kann. Er hatte sein Gestüt erst vor kurzem um- und ausgebaut und dass nun niemand mehr seine Pferde auf seinem Gestüt lassen will, bringt ihn in große finanzielle Schwierigkeiten. 
Kay hat das heimische Gestüt nicht mehr betreten, seit ihr damaliger Freund Eric West, als sie zum Studium in Amerika war, mit ihrer Stiefschwester Alison ein Verhältnis anfing und diese heiratete, als ein Kind unterwegs war. Kay zögert zwar, kommt dann aber der Bitte des Vaters doch nach. Von ihrer Stiefmutter Esther wird die junge Frau nicht gerade freundlich empfangen. Esther, deren Verhältnis zur Stieftochter schon immer schwierig war, befürchtet, dass die Ehe ihrer Tochter Alison durch Kay gefährdet werden könnte. 
Als George Foster mit seinem Wagen unterwegs zu einem Banktermin ist, erleidet er einen Herzanfall und verstirbt. Bei der Testamentseröffnung erhebt Esther den Vorwurf, dass Kay am Tod des Vaters Schuld trage, da sie ihm das Herz durch ihr Weggehen gebrochen habe. Das Erbe geht zu je einem Drittel an Esther, Kay und Alison. Kay nimmt sich den Vorwurf ihrer Stiefmutter, mit der sie nie gut ausgekommen ist, sehr zu Herzen und entschließt sich, auch auf die Bitte von Alison hin, erst einmal zu bleiben, um die Viruserkrankung der Pferde in den Griff zu bekommen und zusammen mit Eric dafür zu sorgen, dass das Gestüt wieder gesund dasteht. 
Kays ehemaliges Pferd Racer, das sofort isoliert worden war, soll mit Eric auf einem demnächst stattfindenden bedeutenden Vielseitigkeitsturnier eine hohe Siegprämie einlaufen, was dem finanziell angeschlagenem Gestüt sehr helfen würde. Aus diesem Grund ist noch von George Foster der ehemalige Springreiter Jake Garber als Trainer eingestellt worden. Zwischen ihm und Kay kommt es anfangs immer wieder zu Disputen. Als Eric einen Autounfall hat, muss Kay als Reiterin einspringen. Kurz vor dem Turnier erkrankt Racer jedoch. Als Kay herausbekommt, dass das Tier mit einer verbotenen Substanz gespritzt worden ist und eine Flasche des Mittels bei Jake Garbers Sachen findet, mag sie eigentlich nicht glauben, dass er seine Finger im Spiel hat. Zumal beide sich in der Nacht zuvor nähergekommen sind. Als sie den stolzen Mann mit ihrem Verdacht konfrontiert, meint er enttäuscht, er wäre sich sicher gewesen, dass sie ihn inzwischen besser kenne. 
Kurz darauf kommt es zu einer klärenden Aussprache zwischen Kay und ihrer Stiefmutter Esther, die  zugibt, dass sie wegen ihrer und Alisons Anteilen mit Rupert Stone, der schon lange Interesse an dem Gestüt zeigt, in Verhandlungen stehe, ohne Alison allerdings davon informiert zu haben. Mit der Sabotage an Racer habe sie aber nichts zu tun. Sie entschuldigt sich dann auch für ihr Verhalten in der Vergangenheit und für die ungerechten Vorwürfe, die sie Kay gemacht habe. 
Es stellt sich heraus, dass Stone Henry Butcher, einen Pferdepfleger der Fosters, dafür bezahlt hat, dass er Racers Start beim Turnier verhindern sollte. Kay kann dann doch noch starten und gewinnt mit Racer. Esther hat sich entschlossen ihren Hauptwohnsitz nach New York zu verlegen, auch um ihre Tochter Alison künftig selbstbestimmter mit Mann und Kind leben zu lassen. Kay und Jake werden ein Paar. 

## Rezeption

### Veröffentlichung, Einschaltquote
Der Film Katie Fforde: Sprung ins Glück erlebte am 18. März 2012 im ZDF seine Premiere, mit einer sehr guten Einschaltquote von 6,18 Millionen Zuschauern (Marktanteil 16,6 %).
Sprung ins Glück ist zusammen mit zwei weiteren Filmen von Katie Fforde am 2. Januar 2015 von der Universum Film GmbH auf der Box Katie Fforde Collection 3 herausgegeben worden.

### Kritik
„Triviales (Fernseh-)Melodram, das ein hohes Maß an Dramatik bemüht, um dann doch nur die üblichen Zutaten zu verrühren.“

Rainer Tittelbachs Kritik entbehrte nicht eines gewissen Sarkasmus. Er sprach davon, dass sich die Verfilmung „zwischen Märchen-Typologie und klassischer Melodram-Konstellation“ bewege. „Die Leidenschaft [werde] von einem amerikanisch anmutenden Pragmatismus domestiziert. Die sehr klassische (auktoriale) Inszenierung wirk[e] zwar wenig lebendig, pass[e] aber zu den leicht gehemmten Figuren. Selbst Uschi Glas stör[e] kaum.“
TV Spielfilm sprach von einer „TV-Schmonzette“, die „leicht und locker nach Schema F gestrickt“ sei. Für Humor und Spannung gab es jeweils einen von drei möglichen Punkten, der Daumen zeigte nach rechts.